# بوب لو
بوب لو (بالإنجليزية: Bob Law)‏ هو رسام بريطاني، ولد في 22 يناير 1934 في ميدلسكس في المملكة المتحدة، وتوفي في 17 أبريل 2004.